# Programme des jeunes ambassadeurs UNICEF
 (septembre 2010).
Si vous disposez d'ouvrages ou d'articles de référence ou si vous connaissez des sites web de qualité traitant du thème abordé ici, merci de compléter l'article en donnant les références utiles à sa vérifiabilité et en les liant à la section « Notes et références ».
Le programme des jeunes ambassadeurs est né en 2006. Il s'agit pour l'UNICEF France d'appliquer un des droits fondamentaux de la Convention relative aux droits de l'enfant (CIDE) : le droit à la participation. Son partenariat avec le ministère de l'Education français permet aux jeunes de dix à vingt six ans, c'est-à-dire aux lycéens, d'accéder plus facilement au bénévolat et à la vie citoyenne.

## Le rôle du Jeune Ambassadeur
Le Jeune Ambassadeur tient un rôle précieux dans l'UNICEF : il est l'interlocuteur idéal pour faire connaître la CIDE auprès de populations locales. L'échelle du Jeune Ambassadeur -son cercle d'amis, son lycée, sa ville, son département, est ainsi touchée plus efficacement que par des programmes nationaux. La notion de proximité est particulièrement importante dans le rôle du Jeune Ambassadeur : il s'agit d'un observateur et d'un conseiller.
Son rôle d'informateur et de sensibilisateur est le plus important. Souvent, les Jeunes Ambassadeurs sensibilisent leur entourage par des expositions, des plaidoyers et leur action s'est révélée particulièrement efficace lors des Nuits de l'Eau annuelles qu'ils sont légitimes d'animer.
On a aussi pu observer que certains Jeunes Ambassadeurs organisaient des ventes dans le but de collecter des fonds pour leur comité (environ 1 000 euros par an et par comité). La vente n'est pas leur but premier mais on observe que parfois, il s'agit d'un moyen efficace pour échanger avec un cercle élargi de concitoyens locaux, au-delà de camarades lycéens.

## Sa place dans son comité et le partenariat JA-Parrain
Les Jeunes Ambassadeurs sont rattachés à un comité départemental. Chaque ambassadeur est sous la responsabilité de son "parrain" à l'UNICEF qui est un bénévole majeur ayant plus d'expérience. Le parrain l'aide à mettre en place des projets, à se déplacer et peut servir d'intermédiaire entre les mairies ou le siège de l'UNICEF. 
Cela dit, le Jeune Ambassadeur est loin d'être « dirigé » par le parrain : son champ d'action est large. Le Jeune Ambassadeur n'est pas soumis à des projets autres que les siens. Il est en droit de mettre au point tous les projets qu'il veut, dans la mesure où cela ne nuit pas à l'image de l'UNICEF. En cela, le parrain est d'un conseil précieux.
Souvent, les Jeunes Ambassadeurs sont présents dans plusieurs lycées d'un même département mais il est possible qu'un comité ne possède qu'un seul JA.

## La rencontre annuelle et les missions humanitaires
Chaque année, une rencontre annuelle est organisée. Tous les comités de France sont invités à y participer et les Jeunes Ambassadeurs passent un week-end à assister à des conférences et à animer des ateliers, destinés à mieux cerner leur rôle et à se rencontrer entre eux. Cela permet de former des liens entre deux comités géographiquement éloignés et de mettre en place des projets touchant toute la France. À terme, peut-être cela permettra-t-il également au programme des Jeunes Ambassadeurs de s'investir d'un rôle plus important et d'être plus indépendant, avec la mise en place d'une véritable communauté.
Aussi, une mission humanitaire a lieu chaque année. Une équipe de six Jeunes Ambassadeurs est formée pour aller visiter sur le terrain l'action de l'UNICEF dans un pays. Les précédentes missions ont eu lieu en Jamaïque, au Bénin, au Mali, au Togo et à Djibouti. Elles permettent aux JA de prendre réellement conscience de ce que leur mission implique et d'ajouter à leur plaidoyer plus de relief, du fait de leur expérience.

## Devenir Jeune Ambassadeur
Ce programme concerne les lycéens jusqu'à dix-huit ans. Pour devenir JA, il faut avant tout bien connaître l'enjeu d'un tel engagement : c'est un statut qui demande du temps et des connaissances. 
Pour devenir JA, il faut prendre contact avec son comité départemental. Généralement, le président nomme le JA après la lecture d'une lettre de motivation et un entretien oral. L'accord du proviseur et des parents est indispensable car l'UNICEF ne se veut pas un programme empiétant sur les résultats et la vie scolaire.

## Quelques chiffres
En 2011, les jeunes ambassadeurs étaient près de 400, répartis dans les 80 comités départementaux de l'UNICEF France.